# Fabio Wolfinger
Fabio Wolfinger (* 11. Mai 1996 in Vaduz) ist ein liechtensteinischer Fussballspieler.

## Karriere

### Verein
In seiner Jugend spielte Wolfinger für den FC Vaduz. Seine erste Station im Herrenbereich war der FC Balzers, dem er sich 2014 anschloss. Im Januar 2017 wechselte er nach Österreich in die zweite Mannschaft des SCR Altach. Nach Stationen im Schweizer Amateurfussball kehrte er 2019 nach Liechtenstein zurück und unterschrieb einen Vertrag beim USV Eschen-Mauren. Im Sommer 2021 wechselte er wieder zum FC Balzers.

### Nationalmannschaft
Wolfinger durchlief sämtliche U-Nationalmannschaften, bevor er am 14. Dezember 2017 im Freundschaftsspiel gegen Katar sein Debüt für die  A-Nationalmannschaft gab.

## Privates
Er ist der Bruder von Sandro Wolfinger, als auch von Marco Wolfinger sowie der Neffe von Stefan Wolfinger.